# جزیره فورد
جزیره فورد (به انگلیسی: Ford Island) جزیره خردی در شهرستان هونولولو، هاوایی در ایالات متحده آمریکا واقع شده‌است. جزیره فورد ۳۶۸ نفر جمعیت دارد. این جزیره تحت اختیار ارتش ایالات متحده آمریکا است.